# La memòria dels Cargols
La memòria del Cargols (en español: La memoria de los Cargol) fue una serie de televisión catalana creada y producida por la compañía de teatro Dagoll Dagom. Ideada por Anna Rosa Cisquella y con guion de Joan Lluís Bozzo, Lluís Arcarazo y Eduard Cortés. La dirección corrió a cargo de Joan Lluís Bozzo y Eduard Cortés mientras la producción fue por cuenta de Dagoll Dagom. La serie consta de 26 episodios de 50 minutos de duración.
Se estrenó el 18 de enero de 1999 y se emitió hasta el 12 de julio de ese mismo año en Televisió de Catalunya, aunque posteriormente se han hecho varias reposiciones. La serie narra la evolución de una familia catalana, los Cargol, desde el siglo XIII hasta la actualidad, repasando los diferentes acontecimientos de la historia de Cataluña como la Guerra de los Remensas, la Guerra de los Segadores o la Guerra de Sucesión.

## Argumento
A lo largo de sus setecientos años de historia, la familia Cargol se construye una masía, planta en sus tierras, lucha en las diferentes guerras que han asolado Cataluña, gana dinero, se arruina con la plaga de filoxera y llega hasta el nuevo milenio, en plena era de Internet y con esperanzas de seguir adelante.
Los tiempos cambian, el país va sufriendo las consecuencias de las crisis económicas y de los arrebatos políticos y, la familia Cargol, manteniendo siempre su esencia pero adaptándose a las nuevas situaciones, intenta sobrevivir sin pena ni gloria pero, eso sí, con grandes dosis de humor, ironía y ternura.
Aun con el paso del tiempo, cada capítulo ofrece la posibilidad de reconocer en cada protagonista una característica concreta que, a lo largo de la historia, se irán repitiendo. Son características que, de un modo u otro, siguen vigentes en la sociedad actual.
La serie también incluye en su argumento datos con rigor histórico sobre como se llevaban a cabo con el paso de los siglos las actividades más elementales de la vida cotidiana: comer, lavarse, cocinar, hacer el amor, calentar la casa, dormir, enfriar los alimentos...

## Personajes
- Padrina (Àngels Poch)
- Bernat Cargol (Àlex Casanovas)
- Constança (Francesca Piñón)
- Ramon Cargol (Heredero) (Pep Ferrer)
- Eva Cargol (Mireia Aixalà)
- Hereuet (Herederito) (Biel Durán)
- Estranya (Extraña) (Ariadna Planas)
- Pere-Pau (Pep Cruz)
- Baró (Richard Collins-Moore)
- Batlle (Carles Martínez)
- Rector (Joan Lluís Bozzo)
- Perico (Genís Hernández)